# Thomas William Corbett
Thomas William Corbett (2 juin 1888 - 30 décembre 1981) est un officier de l'armée indienne britannique qui commandait le IVe Corps pendant la Seconde Guerre mondiale.

## Début de carrière
Corbett a étudié au Collège militaire royal de Sandhurst et a été commissionné sur la liste sans attaches pour l'armée indienne britannique le 19 janvier 1907. Affecté en Inde, il fut attaché au 1st Battalion The Queens Regiment le 15 mars 1907 pendant un an. Il fut admis dans l'armée indienne le 15 mars 1908 et rejoignit le 9e Hodson's Horse.
Après le déclenchement de la Première Guerre mondiale, Corbett débarque en France le 7 novembre 1914 et est blessé le 21 décembre. Il est promu capitaine d'état-major de la 3e brigade de cavalerie (Ambala) le 4 avril 1916, major de brigade pour la 1re brigade de cavalerie le 8 juin 1917, et major de brigade pour la brigade Ambala le 23 février 1918. Il sert en France jusqu'au 31 mars 1918, date à laquelle il est transféré pour servir en Palestine. Il reçoit la Croix militaire dans la London Gazette du 3 juin 1918. Il est de nouveau blessé le 23 mai alors qu'il dirigeait un raid dans les tranchées, pour lequel il reçut ensuite une barrette à sa croix militaire. Corbett a également été mentionné à deux reprises dans des dépêches,. Il est promu major de brigade pour la 160e brigade de la force expéditionnaire égyptienne le 2 août 1918.

## Entre-deux-guerres
Après la guerre, Corbett devient adjudant adjoint et quartier-maître général de la 4e division de cavalerie du corps expéditionnaire égyptien du 7 août 1919 au 31 août 1920,.
Corbett a fréquenté le Collège d'état-major de Quetta en 1921–22 et a été nommé officier d'état-major général de grade 2 dans l'état-major général du Southern Command (Inde) du 15 février 1922 au 28 août 1925. Il a de nouveau été nommé officier d'état-major général grade 2 comme officier d'état-major de la cavalerie générale du 26 septembre 1925 au 4 décembre 1926,.
Corbett a été nommé officier d'état-major général grade 2 et instructeur au Collège d'état-major de Quetta du 14 janvier 1930 au 31 août 1932, et transféré au 2e Lancers le 12 mai 1930. Il a servi comme commandant du 2e Lancers du 31 octobre 1933 au 7 avril 1935. Il a ensuite été nommé au poste d'adjudant adjoint et de quartier-maître général du 8 avril 1935 au 5 septembre 1935. Il a ensuite servi comme officier d'état-major général grade 1 et instructeur au Collège d'état-major de Quetta du 6 septembre 1935 au 27 juin 1938 et en tant que commandant de la brigade Sialkot du 2 août 1938 au 28 janvier 1940.

## Seconde Guerre mondiale
Corbett a servi pendant la Seconde Guerre mondiale en tant que brigadier responsable de la cavalerie au quartier général de l'armée en Inde, puis en tant qu'inspecteur du quartier général de l'armée de cavalerie en Inde du 29 janvier 1940 au 31 août 1940, avant de devenir officier général commandant (GOC) de la 1re division blindée indienne le 1er septembre (connue plus tard sous le nom de 31e division blindée indienne,) Il a été nommé Compagnon de l'Ordre du Bain en janvier 1941. Il devient commandant du IVe corps de janvier à mars 1942 en Irak, avant d'être nommé chef d'état-major au Moyen-Orient plus tard cette année-là. Corbett a été renvoyé lors de la purge du Caire en août 1942. Il était alors General Officer Commanding de la 7e division d'infanterie indienne en Inde du 23 octobre 1942 à juillet 1943, date à laquelle il passa le commandement à Frank Messervy avant de prendre sa retraite en tant que major-général le 23 octobre 1943,.
En octobre 1945, Corbett avait été réembauché à la tête de la Section historique inter-services combinés (Inde) alors qu'il était dans la Réserve indienne régulière d'officiers.